# Fonda Maria
La Fonda Maria és un edifici al municipi d'Igualada (Anoia) catalogat a l'Inventari del Patrimoni Arquitectònic de Catalunya. És un edifici datat dels voltants del 1800, encara que reformat posteriorment en diverses ocasions. Consta de tres pisos d'alçada i un celler superior per acabar en un terrat força senzill. El més remarcable són els esgrafiats de la façana que animen considerablement el conjunt donant-li una nota de color i dinamisme. La seva temàtica és bàsicament floral i geomètrica, destacant sobretot les dues composicions que ocupen el cos central de l'edifici i que són d'una qualitat i bellesa força destacables. És un edifici d'habitatges que el 1928 l'adquireix Margarida Roca per a instal·lar-hi una fonda.